# Beierowithius sieboldtii
Beierowithius
Genre
Synonymes
- Oligowithius Beier, 1937 nec Beier, 1936

Espèce
Synonymes
- Obisium sieboldtii Menge, 1854

Beierowithius sieboldtii, unique représentant du genre Beierowithius, est une espèce fossile de pseudoscorpions de la famille des Withiidae.

## Distribution
Cette espèce a été découverte dans de l'ambre de la mer Baltique, en Pologne et en Russie. Elle date de l'Éocène.

## Étymologie
Ce genre est nommé en l'honneur de Max Beier.

## Publications originales
- C. L. Koch & Berendt, 1854 : Die im Bernstein befindlichen Crustaceen, Myriapoden, Arachniden und Apteren der Vorwelt. Die in Berstein befindlichen Organischen Reste der Vorwelt. Berlin, vol. 1, no 2, p. 1-124.
- Mahnert, 1979 : Pseudoskorpione (Arachnida) aus dem Amazonas-Gebiet (Brasilien). Revue Suisse de Zoologie, vol. 86, no 3, p. 719-810 (texte intégral).
- Beier, 1937 : Pseudoscorpione aus dem baltischen Bernstein. Festschrift zum 60. Geburtstage von Professor Dr. Embrik Strand, Riga, vol. 2, p. 302-316.